# Strip Me (canção)
"Strip Me" é uma canção da cantora britânica Natasha Bedingfield, gravada para o seu terceiro álbum de estúdio com o mesmo título. Foi escrita e produzida pela própria, com auxílio de Ryan Tedder e Wayne Wilkins em todo o trabalho de concepção. O seu lançamento ocorreu a 21 de Setembro de 2010 como segundo single do projecto.

## Desempenho nas tabelas musicais

### Posições
| Tabela musical (2010)                      | Melhor posição |
| ------------------------------------------ | -------------- |
| Canadá - Canadian Hot 100                  | 61             |
| Estados Unidos - Billboard Hot 100         | 91             |
| Estados Unidos - Billboard Adult Pop Songs | 23             |